# Birger Halvorsen
Pour les articles homonymes, voir Halvorsen.
Birger Halvorsen (né le 19 février 1905 et mort le 7 septembre 1976) est un athlète norvégien, spécialiste du saut en hauteur.

## Biographie
Il remporte la médaille d'argent du saut en hauteur lors des premiers championnats d'Europe, en 1934 à Turin, avec un saut à 1,97 m.
Il remporte deux titres de champion de Norvège, en 1931 et 1934.

### Palmarès
| Date | Compétition           | Lieu  | Résultat | Épreuve         | Performance |
| ---- | --------------------- | ----- | -------- | --------------- | ----------- |
| 1934 | Championnats d'Europe | Turin | 2e       | Saut en hauteur | 1,97 m      |

### Records
| Épreuve         | Performance | Lieu  | Date             |
| --------------- | ----------- | ----- | ---------------- |
| Saut en hauteur | 1,97 m      | Turin | 7 septembre 1934 |